# Leonid Sloutski
Pour les articles homonymes, voir Leonid Sloutski (homme politique) et Sloutski.
Leonid Viktorovitch Sloutski (en russe : Леони́д Ви́кторович Слу́цкий), né le 4 mai 1971 à Volgograd (Russie), est un entraîneur de football et ancien footballeur russe.

## Carrière d’entraîneur
Après avoir dû renoncer à sa carrière de footballeur à l’âge  de 19 ans à la suite d'une chute d’un arbre, il se reconvertit au métier d’entraîneur. Il devient à seulement 29 ans entraîneur de l’Olimpia Volgograd en 2000, et entraîne successivement l'Ouralan Elista de 2002 à 2005, le FK Moscou de 2005 à 2009 et le Krylia Sovetov Samara en 2009. Il signe le 26 octobre de cette année un contrat avec un club de l'élite du Championnat de Russie, le CSKA Moscou. Il remplace l'Espagnol Juande Ramos licencié après 47 jours à la tête du club. Le CSKA occupe la cinquième place à quatre journées de la fin et à dix points du leader, le Rubin Kazan.
Le premier match qu'il dirige se passe le 30 octobre à domicile face au Terek Grozny. Le CSKA gagne grâce à Tomas Necid qui marque dès 4e minute à la suite d'un corner (victoire 1-0). Le CSKA finira le championnat à la 5e place malgré trois victoires (dont une dans le derby l'opposant au FK Spartak Moscou sur le score de 3-2) sur quatre matchs.
Il parvient à qualifier le CSKA pour les 8e de finale de la Ligue des champions grâce à notamment deux victoires : la première contre le VfL Wolfsburg le 25 novembre (2-1) et la deuxième contre Beşiktaş le 8 décembre (2-1). Le 16 mars, il est entré dans l'histoire du CSKA Moscou en qualifiant pour la première fois le club pour les quarts de finale de la Ligue des champions après une victoire à Séville 2-1 (aller : 1-1).
Le 7 août 2015, la Fédération russe (RFU) officialise la nomination de Leonid Sloutski comme nouveau sélectionneur de la Russie, tout en conservant son poste d'entraîneur du CSKA Moscou.
Le 20 juin 2016, il démissionne de son poste de la Russie après l'élimination au premier tour du Championnat d'Europe de football 2016.

## Palmarès d’entraîneur
CSKA Moscou
- Championnat de Russie : 2013, 2014 et 2016.
- Coupe de Russie : 2013.
- Supercoupe de Russie : 2013 et 2014.

 Shanghai Shenhua
- Supercoupe de Chine : 2024 et 2025.

## Statistiques d'entraîneur
| Olimpia Volgograd     | 1er janvier 2000 | 23 février 2003  | 17  | 7   | 3   | 7   | 41,2 |
| Ouralan Elista        | 6 novembre 2003  | 12 juillet 2004  | 24  | 6   | 5   | 13  | 25,0 |
| FK Moscou             | 14 juillet 2005  | 11 novembre 2007 | 95  | 44  | 26  | 25  | 46,3 |
| Krylia Sovetov Samara | 1er janvier 2008 | 26 octobre 2009  | 59  | 22  | 19  | 18  | 37,3 |
| CSKA Moscou           | 26 octobre 2009  | 7 décembre 2016  | 301 | 169 | 58  | 74  | 56,1 |
| Russie                | 7 août 2015      | 20 juin 2016     | 13  | 6   | 2   | 5   | 46,2 |
| Hull City             | 9 juin 2017      | 3 décembre 2017  | 21  | 4   | 7   | 10  | 19,0 |
| Vitesse Arnhem        | 1er juillet 2018 | 29 novembre 2019 | 62  | 27  | 15  | 20  | 43,5 |
| Rubin Kazan           | 19 décembre 2019 | 15 novembre 2022 | 96  | 38  | 22  | 36  | 39,6 |
| Total                 | Total            | Total            | 684 | 323 | 156 | 209 | 47,2 |